# Sungai Ruan Ulu
Sungai Ruan Ulu is een bestuurslaag in het regentschap Batang Hari van de provincie Jambi, Indonesië. Sungai Ruan Ulu telt 1793 inwoners (volkstelling 2010).